# D.Gray-man
D.Gray-man is een Japanse mangaserie geschreven en geïllustreerd door Katsura Hoshino. De manga verscheen in 2004 voor het eerst in Weekly Shōnen Jump magazine, uitgegeven door Shueisha en onder hun "Jump Comics" label zijn op het moment (2023) 28 volumes/tankōbons uitgebracht in Japan. Er is ook een romanreeks genaamd Reverse, geschreven door Kaya Kizaki, hierin wordt de achtergrond van de verschillende personages verteld.

## Inhoud
Het verhaal speelt aan het einde van de 19de eeuw en volgt de verhalen van de 15 jaar oude Allen Walker. In zijn kindertijd is hij achtergelaten door zijn ouders vanwege zijn ‘misvormde’ linkerhand en wordt hij door een man genaamd Mana Walker onder zijn hoede genomen. Op een gegeven moment sterft Mana en Allen is zo bedroefd dat hij probeert Mana weer tot leven te wekken met de hulp van een persoon genaamd de Millennium Earl (Graaf). De Earl toont hem een Akuma skelet (soort mechanische skelet) en beweert dat als Allen aan Mana roept dat hij terug moet keren, zijn ziel in het skelet zal varen. Dit gebeurt, echter het blijkt dat het skelet zo gefabriceerd is dat de ziel van de persoon in het skelet de orders van de Millennium Earl moet opvolgen. Deze beveelt vervolgens dat hij Allen moet doden en zijn uiterlijk moet aan nemen. Op dat moment ontwaakt zijn hand, dit blijkt een anti-Akuma-wapen (geactiveerd door een mysterieuze stof genaamd Innocence) te zijn dat Akuma’s kan doden. Mana is kwaad dat Allen hem teruggehaald heeft en vraagt Allen hem te doden voordat hij hem doodt. Hij doodt Mana per ongeluk die, voordat Allen hem kan doden, zijn linkeroog vervloekt waardoor hij de ziel in een Akuma kan zien. Hierna komt hij erachter dat de Millennium Earl mensen die geliefden hebben verloren voor de gek houdt door te beweren dat hij ze terug kan halen en zo hen in Akuma kan veranderen. Hij besluit zichzelf te trainen en zo de Earl te stoppen. Snel hierna komt hij onder de hoede van generaal Cross een exorcist van de Black Order (zwarte orde), een organisatie met als doel het plan van de Millennium Earl te stoppen, het vernietigen van de wereld. De Earl wordt hierin geholpen door zijn leger van Akuma en 13 directe afstammelingen van Noach.

## Anime
Een deel van de manga werden door TMS Entertainment verwerkt tot een 103 afleveringen tellende anime. Deze werd in Japan uitgezonden van 3 oktober 2006 tot 30 september 2008. In 2016 werd een tweede 13 afleveringen tellende anime gemaakt, genaamd D.Gray-man: Hallow. Deze werd in Japan uitgezonden van 4 juli 2016 tot 26 september 2016.